# Marcus Oliphant
Pour les articles homonymes, voir Oliphant.
Marcus « Mark » Laurence Elwin Oliphant, (Kent Town (en) (Australie-Méridionale), 8 octobre 1901 - Canberra, 14 juillet 2000) est un physicien et humanitaire australien, qui joua un rôle décisif dans le développement de la bombe atomique.

## Les jeunes années
Oliphant naît l'aîné de trois fils à Kent Town, un faubourg d'Adélaïde, en Australie-Méridionale. Après avoir été témoin dans son enfance de l'abattage de cochons, il devient végétarien à vie. Il est trouvé aussi entièrement sourd d'une oreille, et porte des lunettes pour astigmatisme et myopie sévères. 
Il vise d'abord une carrière en médecine ou dentisterie, et commence ses études à l'université d'Adélaïde en 1919. Mais son professeur de physique, le Dr Roy Burdon, le persuade de devenir physicien en lui montrant « la griserie extraordinaire que l'on trouve dans des découvertes même mineures dans le domaine de la physique ».

## Le laboratoire Cavendish
En 1925, il assiste à un exposé du physicien néo-zélandais Ernest Rutherford et décide sur-le-champ qu'il va travailler pour lui. Il satisfait cette ambition en 1927  en trouvant une place au laboratoire Cavendish à l'université de Cambridge, à l'époque le plus avancé au monde en recherche en physique nucléaire. C'est au Cavendish, par exemple, en 1932, que le noyau atomique subit une fission pour la première fois en laboratoire. Le mécanisme de cette fission ne sera découvert qu'en 1938. Parmi d'autres recherches, Oliphant travaille sur la désintégration artificielle du noyau atomique et des ions positifs, et construit des accélérateurs de particules complexes. 
La contribution d'Oliphant à ce travail est sa découverte de l'hélium 3 et du tritium. Il est également le premier à découvrir que les noyaux des isotopes lourds de l'hydrogène peuvent être amenés à réagir ensemble. Cette réaction de fusion est la base de la bombe H. Dix ans après, le physicien américain Edward Teller insistera pour utiliser la découverte d'Oliphant pour en construire une. Mais Oliphant ne l'avait pas prévu :

« [...] nous n'avions pas la moindre idée que ceci pourrait être appliqué un jour pour faire des bombes H. Notre curiosité était simplement de la curiosité à propos de la structure du noyau atomique, et la découverte de ces réactions était une pure coïncidence, pour reprendre une expression américaine. »

## L'Université de Birmingham
En 1937, Oliphant est nommé professeur de physique à l'université de Birmingham. En visitant des stations radar prototypes, il réalise qu'on a un besoin urgent de longueurs d'onde plus courtes. En 1939, il obtient une allocation de l'Amirauté pour développer des radars de longueur d'onde inférieure à 10 cm, comparée à ce qui se fait de mieux à l'époque, soit 150 cm. 
En 1939, il va aussi à Berkeley (Californie), où il rencontre Ernest Lawrence, qui lui donne un jeu complet de spécifications pour son cyclotron de 60 pouces à Birmingham, mais la guerre fait obstacle à ce projet, qui n'aboutira qu'en 1950. 

### Le développement des radars aéronautiques
Le groupe d'Oliphant à Birmingham comprend John Randall et Harry Boot, qui ont développé le magnétron à cavité résonnante en 1940, obtenant les longueurs d'onde nécessaires pour des radars sur avion. La puissance du magnétron est rapidement multipliée par 100, et Birmingham se concentre sur le développement du magnétron avec entre autres James Sayers. Les premiers magnétrons opérationnels sont livrés en août 1941. Cette invention est l'une des percées scientifiques cruciales de la guerre, et joue un rôle majeur dans la chasse aux sous-marins allemands, l'interception des bombardiers et le guidage des bombardiers alliés.

### Le développement de la bombe atomique
À Birmingham, en 1940, Otto Frisch et Rudolf Peierls viennent de calculer qu'une bombe à l'uranium 235 est faisable. Oliphant rapporte immédiatement cette découverte à l'autorité supérieure. Les autorités britanniques envoient le rapport de la commission MAUD au Comité consultatif pour l'uranium américain vers mars 1941, mais les Américains ne réagissent pas.
La Grande-Bretagne est en guerre et perçoit qu'une bombe atomique est urgente ; il y a moins d'urgence aux États-Unis. Marcus Oliphant va aux États-Unis à la fin d'août dans un bombardier non chauffé, au prétexte de discuter du programme radar, mais il a en fait la tâche de trouver pourquoi les États-Unis négligent les conclusions de la commission MAUD. Oliphant raconte : « Les comptes-rendus et conclusions ont été envoyés à Lyman Briggs, le directeur du Comité consultatif pour l'uranium, et nous étions perplexes de ne recevoir pratiquement aucun commentaire. Je rends visite à Briggs à Washington, et je trouve tout simplement que cet homme confus et médiocre a mis les rapports dans son coffre et ne les a pas montrés aux membres de sa commission. J'en ai été abasourdi et malheureux. »
Oliphant rencontre alors le Comité de l'uranium. Samuel K. Allison, un nouveau membre du comité, est un expérimentateur de talent, et un protégé d'Arthur Compton à l'université de Chicago. Il se rappelle : « Oliphant vient à une réunion et parle de "bombe" en termes précis. Il nous dit qu'il faut concentrer tous nos efforts sur la bombe, et que nous n'avons pas le droit de travailler sur des centrales à énergie, ou tout autre sujet que la bombe. La bombe va coûter 25 millions de dollars, selon lui, mais la Grande-Bretagne n'a ni les fonds, ni le personnel, et c'est donc à nous de le faire. » Allison est surpris que Briggs ait laissé la commission dans l'ignorance.
Ensuite, Oliphant rend visite à ses amis Ernest Lawrence, James Conant et Enrico Fermi pour leur expliquer l'urgence. Lawrence prend alors contact avec Conant et Arthur Compton. Vannevar Bush, président de la Commission nationale de recherche pour la défense (NDRC), vient de faire créer, le 28 juin 1941 le Bureau de recherche scientifique pour la défense (OSRD), plus grand et plus puissant, avec notamment la possibilité de lancer de grandes opérations de conception industrielle, en plus de la recherche. Le Comité consultatif pour l'uranium devient l'opération S-1 de l'OSRD, et en décembre 1941, après l'attaque de Pearl Harbor, le District d'ingénierie de Manhattan est lancé sous le nom de « projet Manhattan ».
En novembre 1943, Oliphant va travailler sur le projet Manhattan, au sein de la délégation britannique. Il préfère se concentrer sur les processus d'enrichissement de l'uranium 235 au Laboratoire national Lawrence-Berkeley avec son ami Ernest Lawrence, une partie vitale, mais moins ouvertement militaire du projet. Il reçoit en 1943 la médaille Hughes.
Il revient en Angleterre en avril 1945 et reprend après la victoire son poste de professeur de physique à l'université de Birmingham. C'est là qu'il apprend l'utilisation de la bombe atomique sur Hiroshima. Il remarquera plus tard qu'il s'est senti « en quelque sorte fier que (la bombe) ait marché, mais absolument terrifié par ce qu'elle avait fait à des êtres humains. » Il devient rude critique des armes nucléaires, et membre du mouvement Pugwash. «… Dès le début, je me suis fait des soucis terribles au sujet de l'existence des armes nucléaires, et j'ai pris tout à fait partie contre leur usage. » Son travail pendant la guerre lui aurait mérité la plus haute distinction civile américaine, la médaille présidentielle de la Liberté, avec palme d'or, mais le gouvernement australien s'y est opposé.

## Retour en Australie

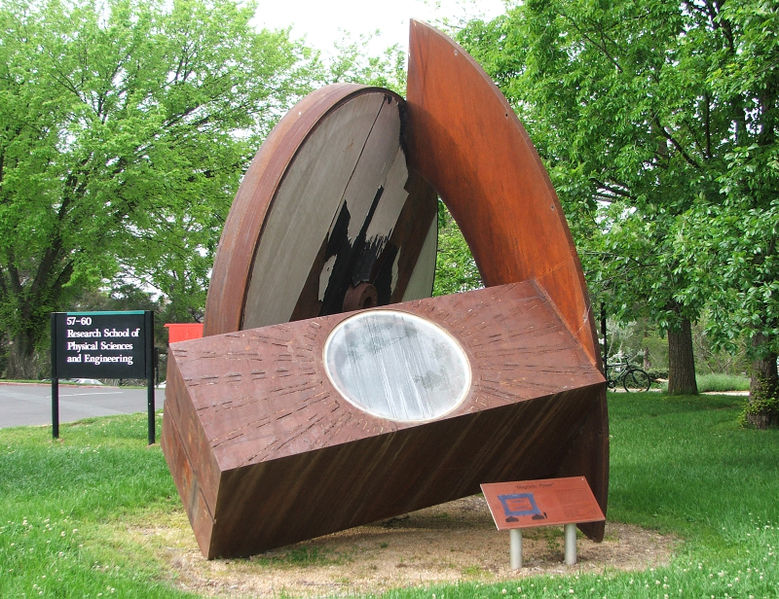
Les restes du générateur de 500 MJ de l'ANU

En 1950, Oliphant rentre en Australie pour inaugurer la direction de l'École de recherche en sciences physiques de l'ANU nouvellement créée, où il lance l'étude et la construction du générateur homopolaire le plus grand du monde (500 MJ). Cette machine sera utilisée pour alimenter le grand canon électrique utilisé comme instrument scientifique. Il établit l'Académie australienne des sciences en 1954, et en sera le premier président jusqu'en 1956. Après sa retraite de l'université en 1967, Oliphant est invité à devenir gouverneur de l'État d'Australie-Méridionale, et occupe ce poste de 1971 à 1976. Pendant son mandat de gouverneur, il est impliqué dans la dissolution du gouvernement Whitlam, et fait de gros soucis au premier ministre Don Dunstan, en soutenant les actions du gouverneur général Kerr. Le jour de la dissolution, il est mis dans une situation unique, car les mandats pour l'élection de sénateurs doivent être déposés par les gouverneurs des États. Selon la Constitution fédérale, ces mandats doivent être donnés dans les 10 jours de la dissolution, mais une loi d'Australie-Méridionale sur l'élection des sénateurs exige une proclamation à l'avance de 9 jours. La dissolution inattendue à 16 h 45 le 11 novembre 1975 exige qu'il fasse une proclamation immédiate. C'est cette proclamation qui indique aux Australiens la date des élections. 
Il est élevé chevalier commandeur de l'ordre de l'Empire britannique (KBE) en 1959 et compagnon de l'ordre d'Australie (AC) en 1977.
Plus tard dans sa vie, il est témoin de la mort dans les souffrances de sa femme Rosa en 1987, et devient un supporteur de l'euthanasie volontaire.
Il décède à Canberra le 14 juillet 2000 à 98 ans.
Le neveu de Sir Mark, Pat Oliphant, est un caricaturiste de renom, lauréat du prix Pulitzer (1967).

## Hommages
Les lieux portant le nom de Mark Oliphant comprennent le bâtiment Oliphant du l'ANU, le Parc de Conservation Mark Oliphant, un concours scientifique pour les lycées d'Australie-Méridionale, l'aile Oliphant du bâtiment de physique de l'université d'Adélaïde, et le bâtiment Mark Oliphant du Parc Bedford (Australie-Méridionale).